# Балеарско море
Балеарското море (на испански: Mar Balear) е неофициалното название на северозападната част от акваторията на Средиземно море, разположена между Иберийския полуостров на запад и северозапад и Балеарските островина юг и югоизток. На юг границата му със Средиземно море се прекарва от нос Нао на Иберийския полуостров до югозападния нос на остров Форментера, а на северизток – между нос Сан Себастиян на Иберийския полуостров и североизточния нос на остров Менорка. Дължина от югоизток на северозапад около 400 km, ширина до 200 km, площ 86 хил.km2, средна дълбочина 767 m, максимална 2132 m, разположена в североизточната му част.
Бреговете му са предимно стръмни и планински, но на запад и северозапад и низинни и са слабо разчленени. На запад е широко отворения залив Валенсия, а на северозапад – залива Сан Жорди. В централната му част е разположена малката група острови Колумбретес. Най-големите реки вливащи се в него са Ебро на северозапад, Хукар и Турия на запад. Климатът е средиземноморски. Средна януарска температура на въздуха 12 °C, средна юлска – 25 °C. Средна февруарска температура на водата на повърхността 12 °C, средна августовска – 25 °C. Соленост 36 – 38‰
По бреговете на морето са разположени множество градове и курортни селища на Испания, най-големи от които са: Барселона, Валенсия, Палма де Майорка.